# Christian Serratos
Christian Serratos, pseudonimo di Christian Marie Bernardi (Pasadena, 21 settembre 1990), è un'attrice e modella statunitense, nota soprattutto per aver il ruolo di Suzie Crabgrass nella serie Ned - Scuola di sopravvivenza, per quello della studentessa Angela Weber nella saga di film Twilight e quello della soldatessa Rosita Espinosa nella serie The Walking Dead.

## Biografia
Serratos è nata il 21 settembre 1990 a Pasadena, in California (Stati Uniti d'America), è cresciuta a Burbank (in California) ha origini messicane e italiane; sua madre è una disegnatrice di gioielli e suo padre un costruttore edile.

## Carriera
Serratos all'età di tre anni ha fatto il suo debutto come attrice televisiva, partecipando allo show The Drew Carey Show, mentre il suo esordio cinematografico avviene con il cortometraggio Mrs. Marshall nel 2004. A sette anni firma un contratto con la Ford Modeling Agency grazie alla quale riesce a partecipare a numerosi spot televisivi, tra cui quelli per la famosa catena di centri commerciali statunitensi Sears.
Dal 2004 al 2007 recita nella serie di Nickelodeon Ned - Scuola di sopravvivenza interpretando Suzie Crabgrass, una delle protagoniste. Contemporaneamente appare in altre famose serie televisive come Zoey 101 nel 2005, Settimo cielo nel 2006 e in Hannah Montana l'anno successivo.
Nell'ambito cinematografico la svolta avviene nel 2008, quando viene scelta per il ruolo di Angela Weber in Twilight, apparendo poi anche nei sequel; all'inizio Christian era stata chiamata a fare l'audizione per il personaggio di Jessica Stanley. Questo ruolo è stato il primo passo per farsi conoscere al grande pubblico e le ha permesso di vincere nel 2009 agli Young Artist Awards nella categoria Miglior performance di un'attrice di supporto. Nello stesso anno della vittoria si spoglia per la campagna della PETA meglio nuda che indossare una pelliccia, difatti l’attrice è un’attivista per i diritti degli animali e segue un’alimentazione vegana. Il 6 dicembre 2022 risulta esser presente nella lista delle celebrità hollywoodiane che hanno firmato a favore della "Big Cat Public Safety Act" (mandata avanti dalla  Animal Legal Defense Fund), accettata in seguito dal senato, che ha reso illegale l'adozione domestica e lo sfruttamento dei felini di grandi dimensioni.
Nel 2014 è entrata a far parte del cast della serie televisiva post-apocalittica The Walking Dead, nella quale ha interpretato il ruolo di Rosita Espinosa, apparsa per la prima volta nella quarta stagione, alla fine del decimo episodio Detenuti, con Abraham Ford e Eugene Porter. Dalla quinta stagione entra nel cast principale della serie, apparendo nella sigla d’apertura, e ricoprirà il ruolo fino all’undicesima, nonché ultima, stagione della serie: addirittura la sua interpretazione nell’ultimo episodio le è valsa una menzione d’onore da parte di TVLine, uno dei siti più noti nel campo seriale.
Il 12 novembre 2019 Netflix introduce Christian come protagonista nella serie Selena: La Serie, interpretando proprio Selena Quintanilla. Questo ruolo è stato lodato non solo dal pubblico, ma anche dal fratello e la sorella della cantante messicana, A.B. Quintanilla e Suzette Quintanilla. Un importante supporto è stato dato anche da Jennifer Lopez (protagonista nel film Selena, del 1997), che ha riferito il suo entusiasmo per l’uscita della serie. Questo ruolo le ha permesso, inoltre, di partecipare come conduttrice alla 48ª edizione degli American Music Awards, dove ha presentato il Miglior Album Latino.
Dal 2021 a questa parte è diventata una Beauty Ambassador per Dior, grazie al quale posa periodicamente per diversi shooting e partecipa a vari eventi.
Nel maggio 2022 ha confermato che apparirà in un episodio della terza stagione di Love, Death & Robots, uscita poi il 20 maggio 2022 sulla piattaforma Netflix. L’episodio in questione è l’ottavo: “Sepolti in sale a volta“ (“In Vaulted Halls Entombed”).
Il 15 agosto 2022 è stata candidata, per la seconda volta, come Miglior attrice protagonista in una serie drammatica per il ruolo svolto in Selena: La Serie agli Imagen Foundation Awards.
Il 22 settembre 2022 è stata scritturata come protagonista per il primo episodio della serie televisiva More, prodotta da HBO Max, le cui riprese sono cominciate il 3 dicembre dello stesso anno e sono terminate poco prima delle vacanze natalizie.
Il 16 novembre 2022 l’attrice partecipa come narratrice a un documentario di 12 minuti in collaborazione con l’Animal Legal Defense Fund, che espone la realtà dietro le operazioni di allevamento di cani commerciali su larga scala, regolarmente indicate come allevamenti di cuccioli.

## Vita privata
Sin da piccola ha diverse passioni, oltre al make-up, come la danza classica, il jazz e l'hip hop, tutte caratteristiche che le sono tornate utili durante la sua carriera d’attrice. A livello di sport ha anche praticato e studiato il Taekwondo e l’Aikido. Nonostante ciò il suo primo grande amore è stato lo skating sul ghiaccio, che cominciò a praticare all’età di tre anni e per il quale aveva un vero e proprio talento.
Dal 2012 affianca sua madre, Alicia Serratos, nella loro azienda di gioielli familiare Kisshy, il cui nome deriva dal soprannome che l’attrice usa con amici e familiari, ovvero Kish.
Nel 2014 inizia a frequentarsi con il cantautore irlandese David Boyd. Insieme hanno una figlia, Wolfgang Serratos Boyd, nata nel maggio 2017. La scelta del nome (che abbreviato diventa Wolfie) deriva dal fatto che entrambi volevano qualcosa che trasmettesse forza.

### Controversie
- Il 4 luglio 2017 ha innalzato una polemica sul suo profilo Instagram a seguito di una foto pubblicata, in quest'ultima mostra se stessa che allatta la propria figlia mentre ringrazia un brand di gioielli per una collana ricevuta. Questo ha provocato critiche e molestie verbali nei suoi confronti. Dopo due giorni, il 6 luglio, l'attrice risponde con un altro post e testuali parole:[35]

(Christian sul proprio profilo Instagram)
- Il 12 novembre 2019, dopo esser stato svelato il casting da parte di Netflix per la protagonista in Selena: La Serie, ovvero colei che avrebbe interpretato la cantante messicana, vi sono state sui vari social network una serie di rivolte e lamentele.[36] Tutto si incentrò sia per l'aspetto di Christian, differente fisicamente a quello di Selena Quintanilla, che per la sua voce: nei piani originali tutte le canzoni sarebbero dovute essere cantate dall'attrice, cosa che poi fu cambiata, lasciandola cantare in playback. Questa scelta venne fatta da Christian stessa, che da grande fan della cantante, ha preferito non far ricadere l'attenzione su se stessa, ma sulla musica originale.[37]

## Filmografia

### Attrice

#### Cinema
- Twilight, regia di Catherine Hardwicke (2008)
- The Twilight Saga: New Moon, regia di Chris Weitz (2009)
- The Twilight Saga: Eclipse, regia di David Slade (2010)
- 96 Minutes, regia di Aimee Lagos (2011)
- The Twilight Saga: Breaking Dawn - Parte 1 (The Twilight Saga: Breaking Dawn - Part 1), regia di Bill Condon (2011)
- Lip Service, regia di Carlos Portugal (2013)
- Volo 7500 (Flight 7500), regia di Takashi Shimizu (2014)

#### Televisione
- Ned - Scuola di sopravvivenza (Ned's Declassified School Survival Guide) – serie TV, 44 episodi (2004-2007)
- Zoey 101 – serie TV, episodio 1x12 (2005)
- Grosso guaio a River City (Cow Belles), regia di Francine McDougall – film TV (2006)
- Settimo Cielo (7th Heaven) – serie TV, episodio 11x06 (2006)
- Hannah Montana – serie TV, episodio 1x24 (2007)
- American Horror Story – serie TV, episodio 1x01 (2011)
- La vita segreta di una teenager americana (The Secret Life of the American Teenager) – serie TV, 9 episodi (2011-2012)
- The Walking Dead – serie TV, 94 episodi (2014-2022)
- Selena: La Serie (Selena: The Series) – serie TV, 18 episodi (2020-2021)

#### Cortometraggi
- Mrs. Marshall, regia di Zaitoon (2004)

#### Videoclip musicali
- Howlin' for You dei The Black Keys, regia di Chris Marrs Piliero (2011)
- Drew Barrymore di Bryce Vine (2018)

### Doppiatrice

#### Televisione
- Robot Chicken – serie TV, episodio 10x03 (2019) – Willie Scott
- Love, Death & Robots – serie TV, episodio 3x08 (2022) – Harper

## Riconoscimenti
- Imagen Foundation Awards
  - 2022 – Candidatura come Miglior attrice protagonista in una serie drammatica per Selena: La Serie
  - 2021 – Candidatura come Miglior attrice protagonista in una serie drammatica per Selena: La Serie
- CinEuphoria Awards
  - 2020 – Premio d'onore per il cast di The Walking Dead
- Young Artist Awards
  - 2009 – Premio come Miglior attrice di supporto per Twilight
  - 2008 – Candidatura come Miglior attrice non protagonista in una serie televisiva per Ned - Scuola di sopravvivenza

## Doppiatrici italiane
Nelle versioni in italiano delle opere in cui ha recitato, Christian Serratos è stata doppiata da:
- Francesca Rinaldi in Twilight, The Twilight Saga: New Moon, The Twilight Saga: Eclipse, The Twilight Saga: Breaking Dawn - Parte 1
- Jenny De Cesarei in Ned - Scuola di sopravvivenza
- Joy Saltarelli in American Horror Story
- Domitilla D'Amico ne La vita segreta di una teenager americana
- Benedetta Degli Innocenti in The Walking Dead

Da doppiatrice è sostituita da:
- Benedetta Degli Innocenti in Love, Death & Robots